# انقلاب 1994 في غامبيا
في 22 يوليو 1994، وقع انقلاب عسكري في غامبيا، حيث قام الملازم يحيى جامع رفقة مجموعة من الجنود بالإطاحة بالرئيس داودا جاوارا، واستولى على السلطة.

## خلفية
لم يكن مخططًا للانقلاب بل بدأ تمردا تحول في النهاية إلى انقلاب. تم التخطيط للتمرد في الليلة التي سبقت تنفيذه. على الرغم من عفويته، إلا أن الرغبة في الانقلاب كانت تتطور منذ محاولة الانقلاب عام 1981. تجلّت الدوافع الأساسية لمؤيدي الانقلاب في نزع الشرعية عن الحكومة، وغياب المحاسبة، وعدم فعاليتها بشكل عام، والفساد الذي عمها.